# Eugène Courmeaux
Philippe Eugène Pierre Courmeaux, né le 15 février 1817 à Reims, où il est mort le 22 novembre 1902, est un bibliothécaire et homme politique français.

## Biographie
Né rue de Vesle, Courmeaux fit ses études classiques à Reims et son droit à Paris. En 1843, il devint bibliothécaire-adjoint de la ville de Reims, et, trois ans plus tard, fut nommé conservateur en titre de la bibliothèque et des archives municipales.
Il protesta contre l’expédition de Rome et subit pour ce motif six mois et demi de détention préventive avant d’être acquitté par le jury de la Seine-et-Marne,comme son meilleur ami Jules Bienfait. Il fut, de plus, destitué de son poste de bibliothécaire par le gouvernement. Un article dans lequel il dénonçait le projet du coup d’État l’amena de nouveau devant la Cour d’assises et lui valut, à Laon, en 1851, une condamnation à un an de prison et deux mille francs d’amende. Courmeaux se réfugia en Belgique, passa plusieurs années à Bruxelles où il devint l’ami des plus illustres proscrits.
À la suite de la première amnistie, il rentra en France, mais de nouvelles et incessantes persécutions l’obligèrent à quitter son pays. Il entreprit alors, dans un but commercial, au service d’une puissante maison, une série de voyages en Angleterre, en Hollande, en Allemagne, en Suisse, en Italie, etc. Il ne put se fixer en France qu’en 1860, et devint alors l’agent, à Paris, de la maison G. H. Mumm, jusqu’à la chute de l’Empire. De retour à Reims, il créa une section de la Ligue de l'enseignement.
Pendant la guerre de 1870, il fut chargé de deux missions auprès de la délégation de [Tours]. L’année suivante, il fut élu conseiller général de la Marne et conseiller municipal de Reims, président de la Ligue de l’Enseignement de Reims, et fut appelé à faire, comme tel, une série de conférences littéraires et historiques, qui furent toujours très suivies, mais qui n’ont pas été imprimées. Il a tenu aussi de nombreuses réunions politiques qui ont servi à la propagation des idées républicaines dans le département de la Marne.
Collaborateur assidu de l’Industriel de la Champagne, de l’Indépendant rémois et du Progrès de la Marne, il fonda au lendemain même du 16 mai 1877, pour le combattre, le Franc Parleur rémois, journal dont il fut à la fois le directeur et le rédacteur, et dont les allures décidées justifiaient entièrement le titre, et qui succomba sous le coup d’une quadruple poursuite et de condamnations à l’amende et à la prison. Cette campagne lui valut quatre condamnations, six mois de prison et plus de douze mille francs d’amende.
En 1880, Courmeaux a contribué à fonder le Radical de l’Est, puis à concourir activement à l’Avenir de l’Est. Sous la Troisième République, il fut candidat de l’extrême gauche à l’élection partielle du 6 avril 1879, dans la 1re circonscription de Reims, pour le remplacement de Leblond, nommé sénateur, il obtint, au premier tour de scrutin, 7 366 voix contre 8 471, partagées entre deux autres candidats républicains et échoua au scrutin de ballottage, avec 7 729 voix, contre 9 051 données à Diancourt. Il se représenta aux élections du 21 août 1881, réunit au premier tour la majorité relative de 6 232 voix et l’emporta, au scrutin de ballottage, avec 8 017 voix sur 16 329 votants. Il fit partie de l’extrême gauche. Inscrit sur la liste républicaine radicale de la Marne, aux élections du 4 octobre 1885, il obtint 16 751 voix sur 85 800 votants, et se désista au scrutin de ballottage à la chambre des Députés. Il fut deux fois président du groupe de l’extrême gauche, aborda maintes fois la tribune et fut chargé de rapports sur diverses questions.

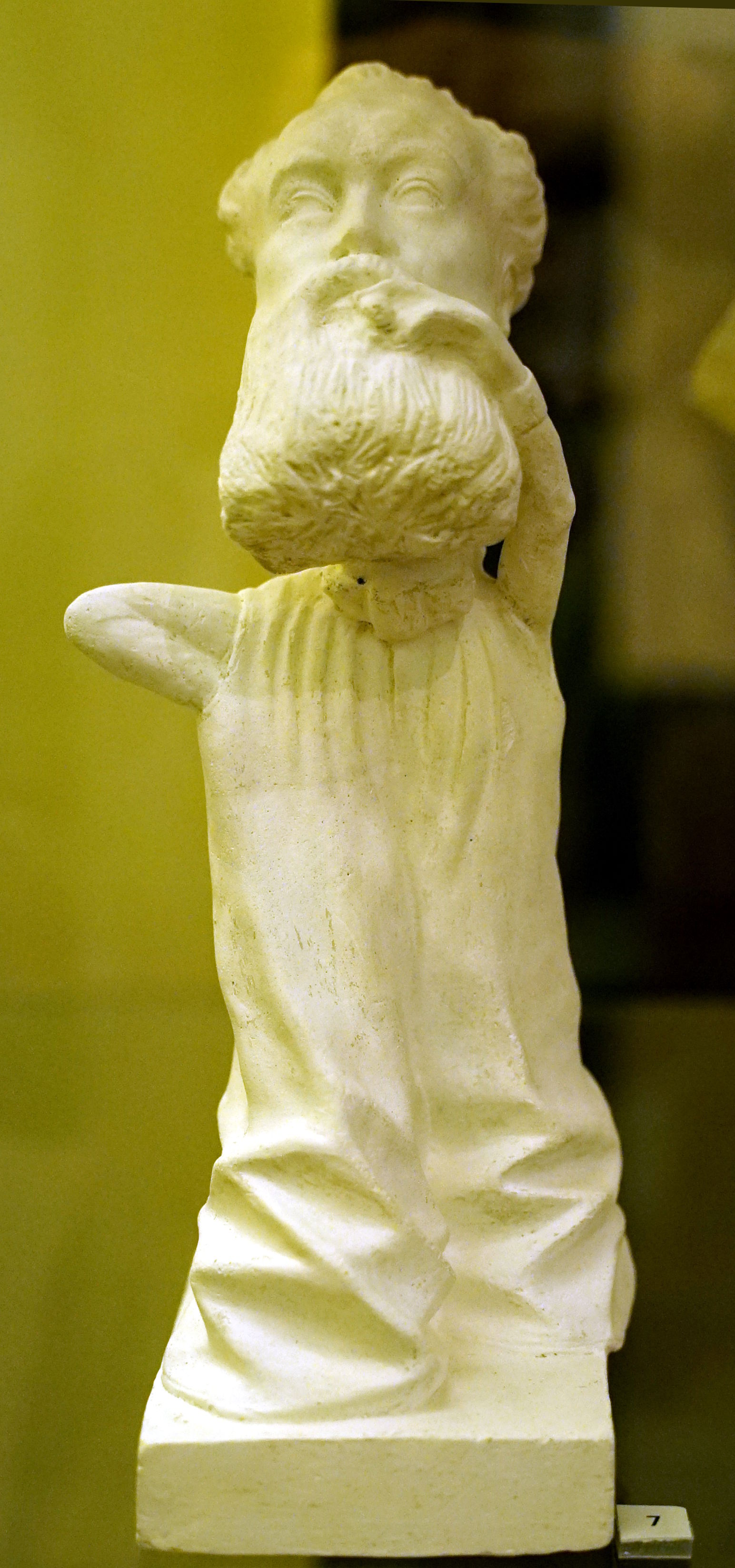
Par Sébastien Masson-Ouriet,
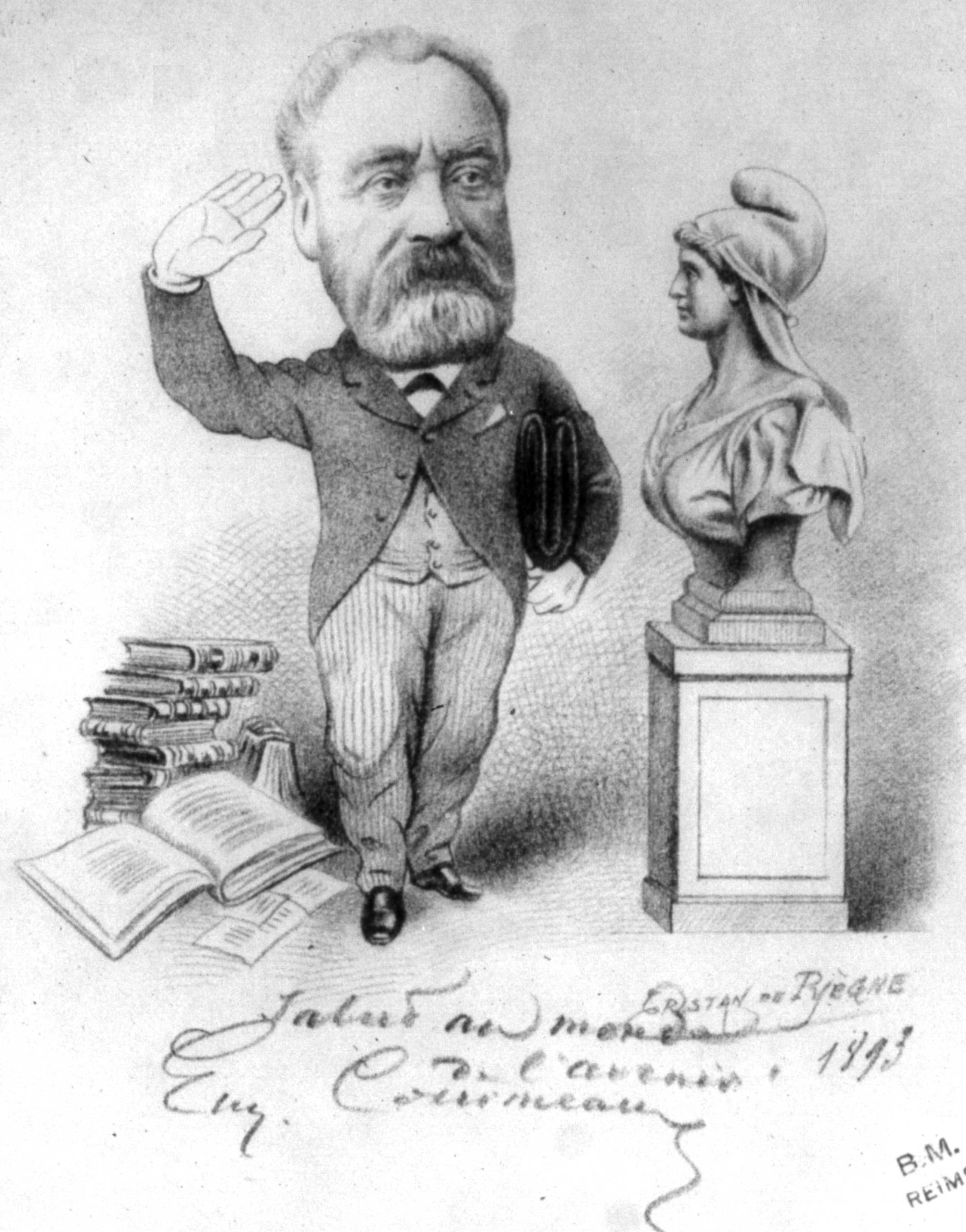
Par Tristan de Pyègne.

Le 1er janvier 1887, il rentra à Reims avec le titre de conservateur de la Bibliothèque, des Archives et des Musées de la ville, après 37 ans de suspension. Indépendamment à d’autres travaux insérés dans divers recueils, Courmeaux a donné son contingent à la Collection des Séances et travaux de l’Académie de Reims. Il laissa des souvenirs de sa jeunesse publiés en 1892.
Il avait épousé à Paris, en 1842, Marie Joséphine Chocardelle (1818-1888). À sa mort, au 1, rue Clovis, il fut enterré dans le canton 8 du cimetière du Nord.

## Publications

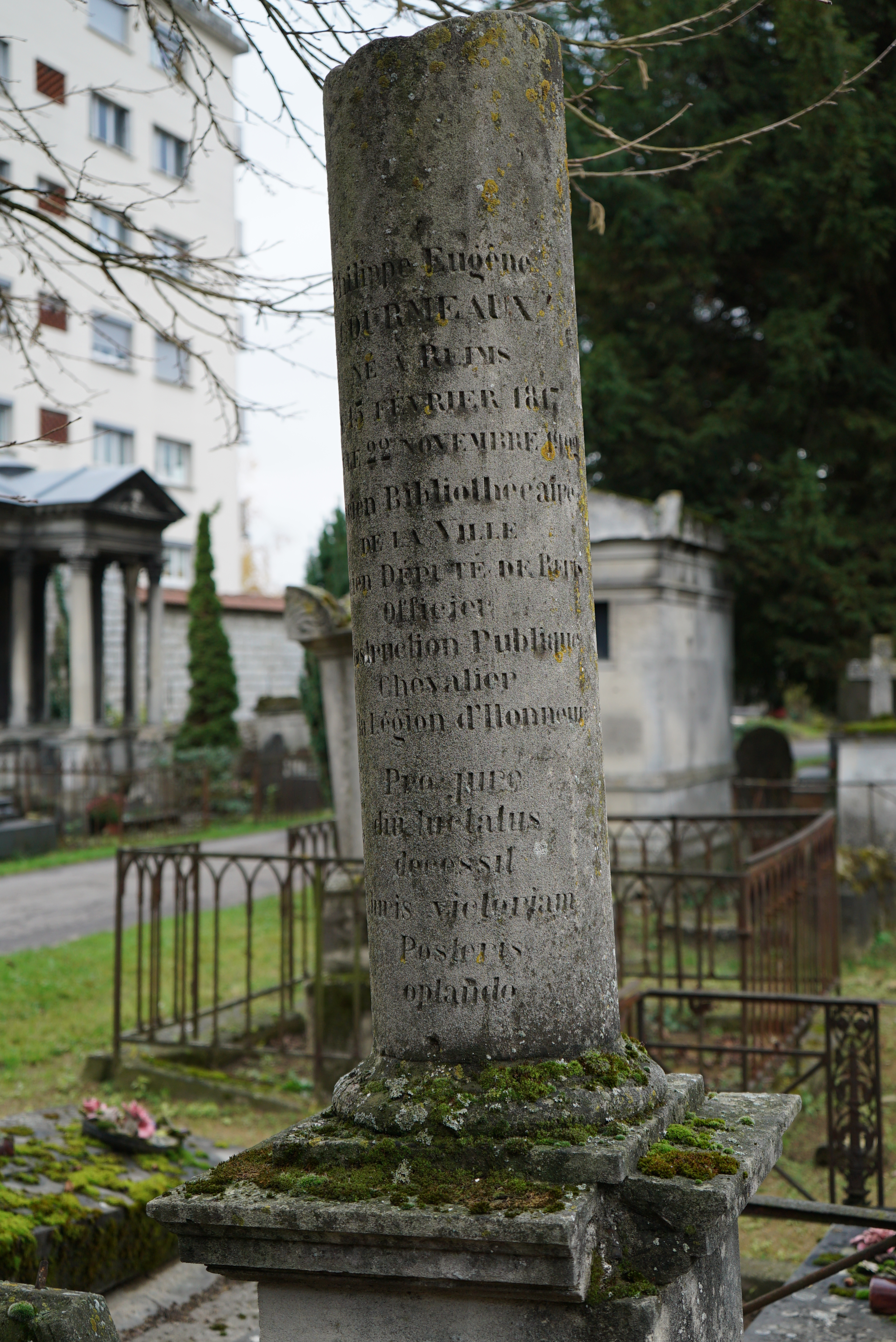
Son nom gravé sur la colonne de sa tombe.

- Notice sur le Congrès archéologique de Reims, 1845 ;
- Sciences et arts, du Catalogue de la bibliothèque de Reims, t. 2, en collaboration, 1845 ;
- Notice sur la bibliothèque de Reims, 1845 ;
- L’Agitation catholique à Reims, 1846, en collaboration ;
- La poésie au XIXe siècle, 1847 ;
- République ou Royauté, 1871 ;
- Ne touchez pas à la République, 1872 ;
- Les Concours scolaires. Rapport au Conseil général de la Marne, 1873 ;
- Le Roi Soleil ou ce que valait le plus grand des Rois de France, 1873 ;
- Louis Blanc, 1884 ;
- Ledru-Rollin, 1885 ;
- Victor Hugo, 1886 ;
- Excursion en Crimée pendant la guerre, 1886 ;
- Alexandre Dumas, 1886 ;
- Souvenirs de la Chambre des Députés, 1881 à 1885. Esquisses de quelques orateurs, 1888.

## Hommages
- Officier d'académie
- Officier de l'Instruction publique
- Chevalier de la Légion d'honneur (1898)[2]
- La rue Courmeaux à Reims.

## Sources
- « Eugène Courmeaux », dans Adolphe Robert et Gaston Cougny, Dictionnaire des parlementaires français, Edgar Bourloton, 1889-1891 [détail de l’édition]
- Gustave Vapereau, Dictionnaire universel des contemporains : contenant toutes les personnes notables de la France et des pays étrangers, vol. 1, Paris, Louis Hachette, 1893, 1629 p. (lire en ligne), p. 386.
- Angelo De Gubernatis, Dictionnaire international des écrivains du jour, vol. 2, Florence, Louis Niccolai, 1890, 1344 p., p. 719.